# Orquesta Sinfónica de Bamberg
La Orquesta Sinfónica de Bamberg (en alemán: Bamberger Symphoniker - Bayerische Staatsphilharmonie) es una agrupación orquestal alemana con sede en la ciudad de Bamberg, donde fue fundada en 1946. Sustituye a la desaparecida Orquesta Filarmónica Alemana de Praga (1939–1945), dirigida por Joseph Keilberth entre 1940 y 1945. 

## Historia
La orquesta fue formada en 1946 principalmente por músicos alemanes expulsados de Checoslovaquia en virtud de los decretos de Beneš, que habían sido previamente miembros de la Orquesta Filarmónica Alemana de Praga. La orquesta recibió el título de Filarmónica del Estado de Baviera (Bayerische Staatsphilharmonie) en 1993, al estar financiada por este land. 
Desde 1993, la orquesta actúa en la Sala de congresos y conciertos (Konzert und Kongresshalle), conocida como Sinfonía en el Regnitz (Sinfonie an der Regnitz). Los conciertos antes de 1993 se celebraban en el Dominikanerbau. La orquesta cuenta con el apoyo financiero del Estado Libre de Baviera, la ciudad de Bamberg, el distrito de Franconia Superior y el distrito de Bamberg. El gobierno de Baviera saldó deudas financieras de la orquesta en 2003.
Desde su creación, la orquesta se ha distinguido por sus numerosas giras por el extranjero, lo que junto a sus grabaciones (especialmente las que realizó bajo la batuta de Keilberth) la han convertido en una orquesta muy popular. El propio Keilberth la dirigió en un concierto el 14 de mayo de 1963 en la Ciudad del Vaticano ante el papa Juan XXIII; en esa ocasión se tocó una de las especialidades del gran director: la Sinfonía n.º 7 de Beethoven.
La orquesta está asociada con la trienal Competición de Dirección Gustav Mahler, creada durante el mandato de Nott, y el primer laureado con el premio fue Gustavo Dudamel en 2004.
La orquesta ha realizado una serie de grabaciones para Vox Records con János Fürst, algunas de las cuales han sido reeditadas en CD. También ha grabado música de Joaquín Turina para RCA Records con el director Antonio de Almeida.

## Directores
Joseph Keilberth fue el primer director principal de la orquesta. Entre los demás directores principales se encuentran Eugen Jochum, James Loughran y Horst Stein, quienes también ostentaban el título de director honorario de la orquesta. Desde enero de 2000 hasta 2016 el director musical ha sido el británico Jonathan Nott. Su sucesor, desde el inicio de la temporada 2016-2017 es el director checo Jakub Hrůša.
Herbert Blomstedt fue nombrado director honorario de la orquesta en marzo de 2006, título que comparte con Christoph Eschenbach desde 2016.
Entre los directores invitados, destaca Ingo Metzmacher, del que se recuerda especialmente su ciclo integral de las sinfonías de Karl Amadeus Hartmann.

### Directores musicales
- Hubert Albert (1947-1948)
- Georg Ludwig Jochum (1948-1950)
- Joseph Keilberth (1949-1968)
- Eugen Jochum (1969-1973)
- James Loughran (1979-1983)
- Witold Rowicki (1983-1985)
- Horst Stein (1985-1996)
- Jonathan Nott (2000-2016)
- Jakub Hrůša (2016- )

## Estrenos (selección)
- Hans-Jürgen von Bose: Werther-Szenen. Ballett (1989)
- Moritz Eggert: Adagio – An Answered Question (1996, director: Horst Stein)
- Gottfried von Einem: Nachtstück op. 29 (1962, director: Joseph Keilberth)
- York Höller: Aufbruch (1989, director: Hans Zender)
- Rudolf Kelterborn: Sinfonía n.º 4 (1987, director: Horst Stein)
- Horst Lohse: Bamberg Symphony (1986, director: Horst Stein); Die vier letzten Dinge (Quasi una Sinfonia da Requiem) (1997, director: Aldo Brizzi)
- Bruno Mantovani: Mit Ausdruck (2003, director: Jonathan Nott); Time stretch (on Gesualdo) (2006, director: Jonathan Nott)
- Wolfgang Rihm: Verwandlung 4 (2008, director: Jonathan Nott)
- Mark-Anthony Turnage: Juno y The Torino Scale (partes del obra Asteroids) (2007, director: Jonathan Nott)
- Jörg Widmann: Lichtstudie I (2001, director: Christoph Poppen), Lied für Orchester (2003, director: Jonathan Nott)